# Puuri
Puuri är en ort i Estland. Den ligger i Põlva kommun och landskapet Põlvamaa, i den sydöstra delen av landet, 200 km sydost om huvudstaden Tallinn. Puuri ligger 85 meter över havet och antalet invånare är 129.
Terrängen runt Puuri är platt. Runt Puuri är det tätbefolkat, med 427 invånare per kvadratkilometer. Närmaste större samhälle är Põlva, 3,2 km öster om Puuri. I omgivningarna runt Puuri växer i huvudsak blandskog.